# Talafusy
Talafusy  – część wsi Tylmanowa w Polsce położonej w województwie małopolskim, w powiecie nowotarskim, w gminie Ochotnica Dolna.
W latach 1975–1998 Talafusy administracyjnie należały do województwa nowosądeckiego.